# Pristomyrmex punctatus
Pristomyrmex punctatus är en myrart som först beskrevs av Smith 1860.  Pristomyrmex punctatus ingår i släktet Pristomyrmex och familjen myror. Inga underarter finns listade i Catalogue of Life.

## Bildgalleri

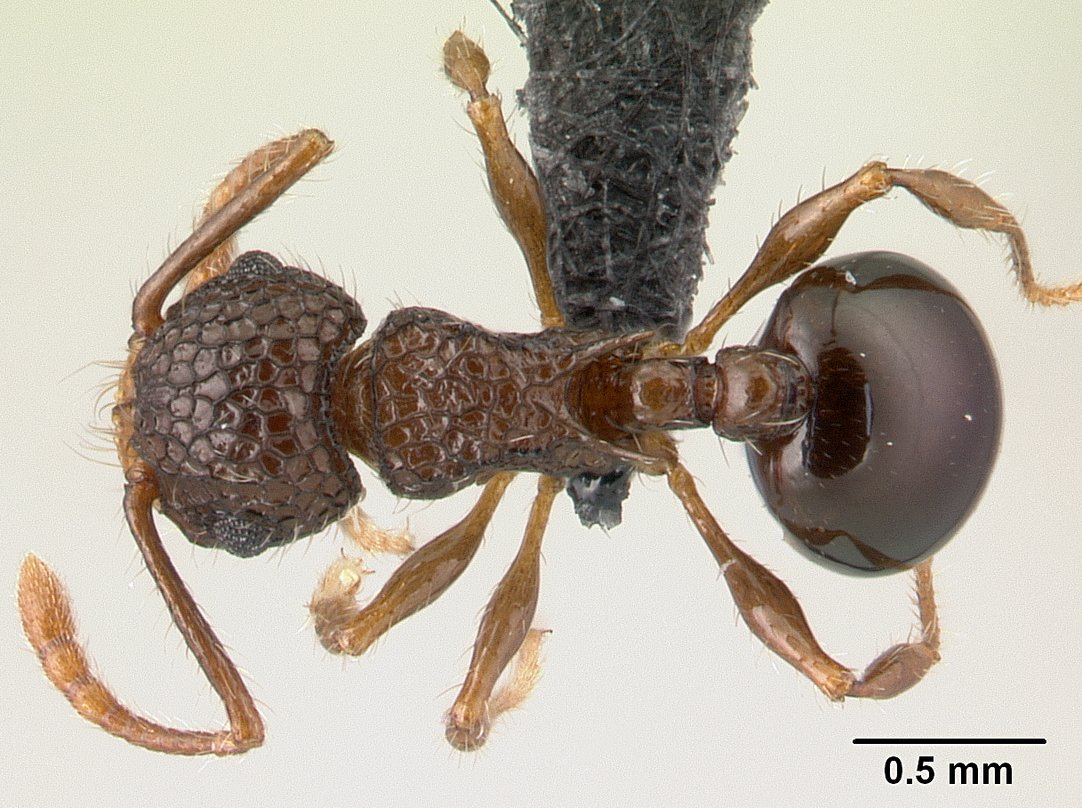
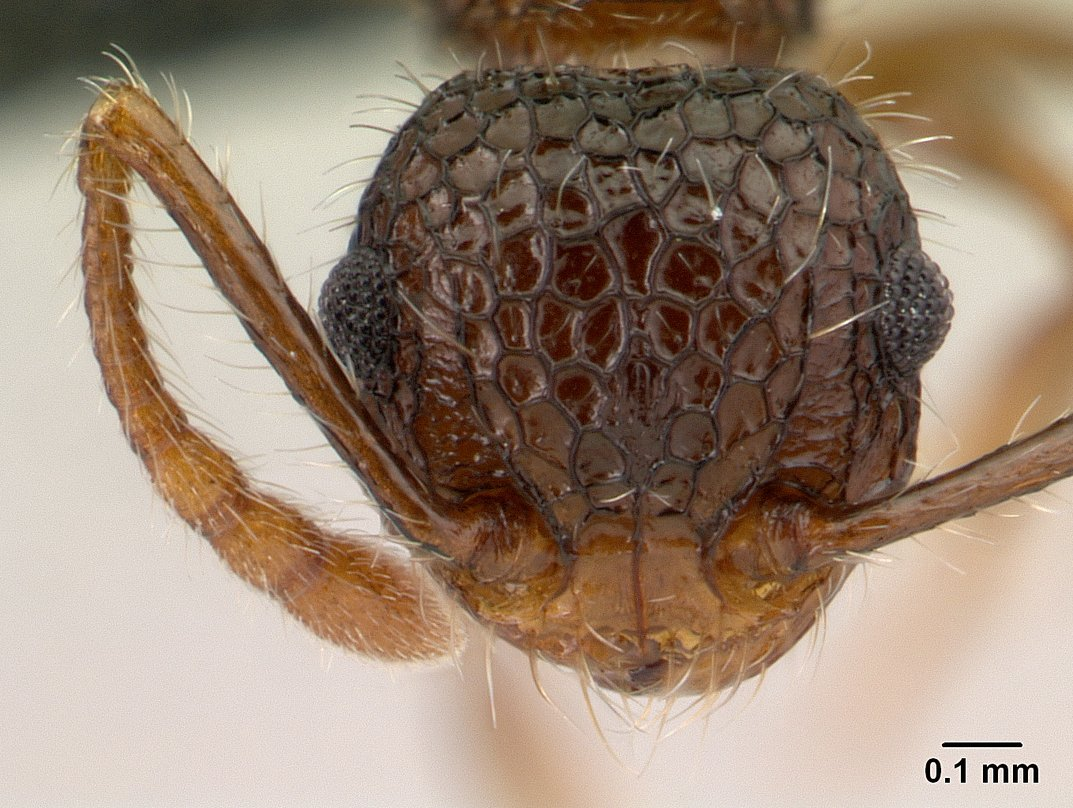
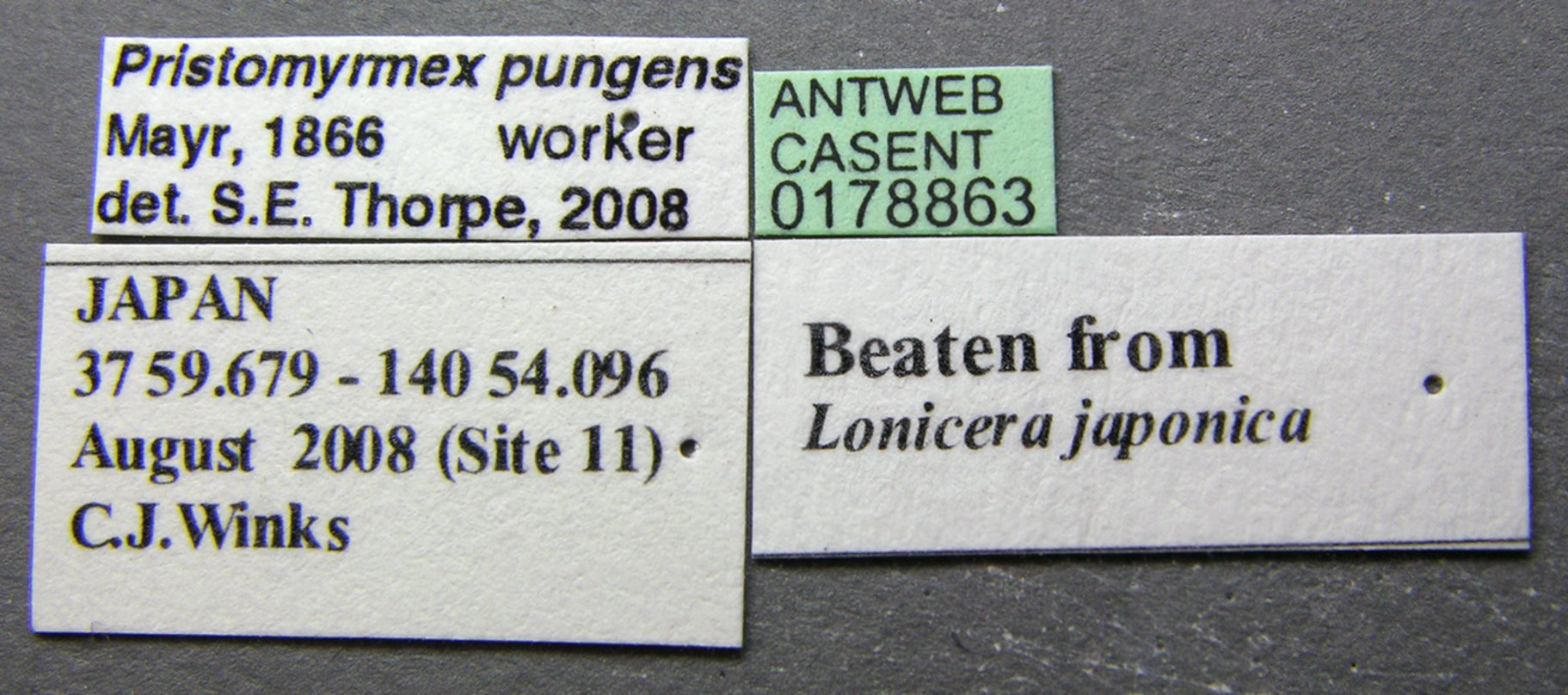
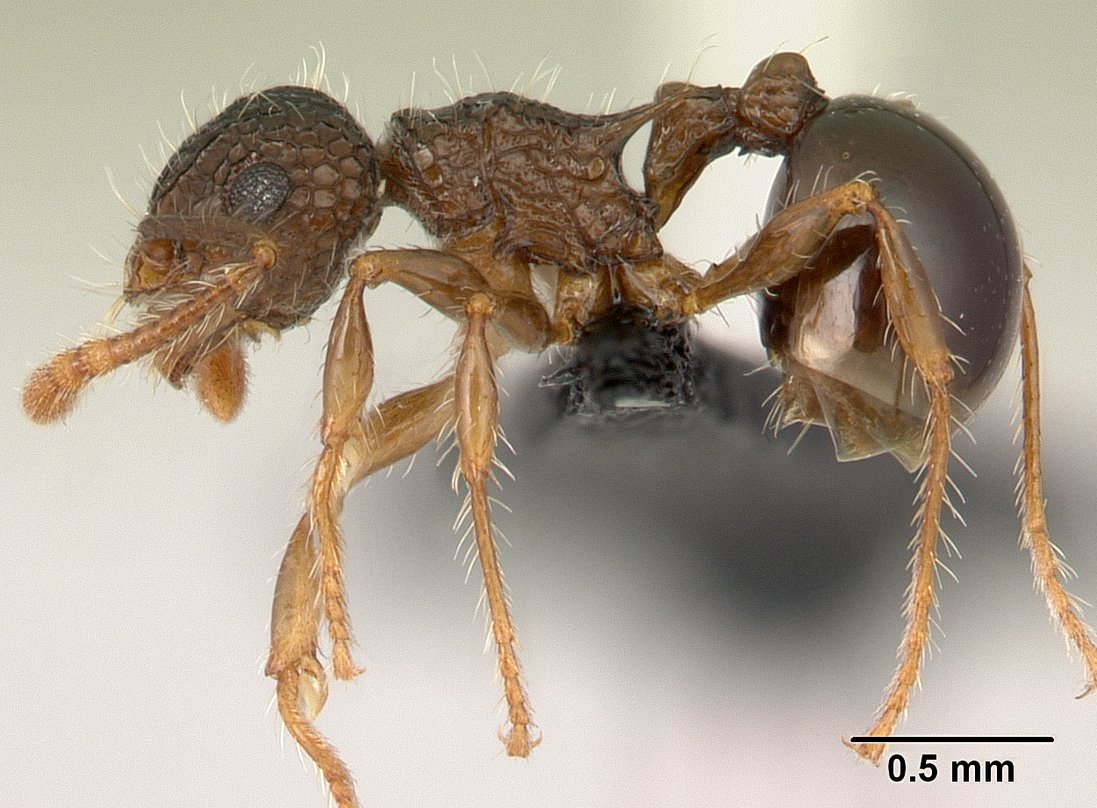
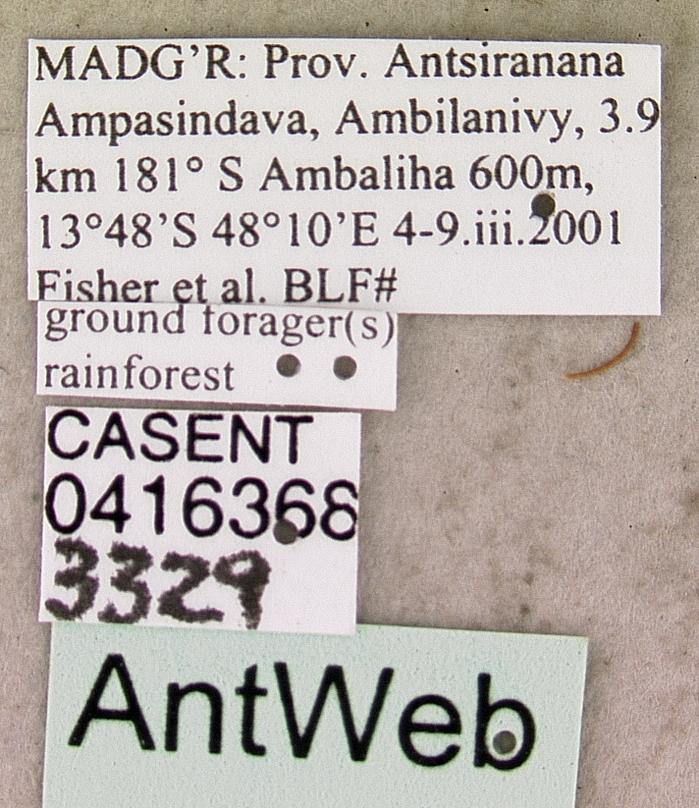